# 天才 vs 大群
『1人で何人倒せる? 天才 vs 大群』（ひとりでなんにんたおせる? ていさいブイエスたいぐん）は、TBSテレビのバラエティ番組。各ジャンルの「天才」と、多人数の「大群」が対決するというコンセプトで、爽快感と笑いを融合させたエンターテインメント番組である。

## 概要
各競技において、専門分野の「天才」が、多人数の「大群」と立ち向かう。天才が大群を圧倒する様子や、大群が連携して天才に挑む姿が見どころとなっている。
2021年4月から『土曜☆ブレイク』として単発特番を2回放送した後、2022年2月15日に初めてゴールデンタイムで放送された。

## 出演者
MC
- かまいたち（山内健司・濱家隆一）
- ハライチ（岩井勇気・澤部佑）

ナレーション
- 木村昴

実況
- 伊藤隆佑（TBSアナウンサー、第1回・第3回）
- 藤森祥平（TBSアナウンサー、第2回）
- 小笠原亘（TBSアナウンサー、第3回）

## 内容
まず天才が、何人の大群と対戦するのかを設定し、その大群に勝ったら大群の人数×1万円を獲得できる。
主な競技
- ボクシング
- ドッジボール
- バレーボール
- ゴーカート
- 大食い
- マラソン

## 放送リスト
| 回 | 放送日時            | 放送内容               | 天才                         | 大群                                 | 勝利           | 備考  |
| -- | ------------------- | ---------------------- | ---------------------------- | ------------------------------------ | -------------- | ----- |
| 1  | 2021年4月3日（土）  | ボクシング対決         | 那須川天心                   | 人力舎所属の若手芸人15人             | 天才           | [ 2 ] |
| 1  | 2021年4月3日（土）  | 大食い対決             | 大畑花蓮                     | AKB48のメンバー16人                  | 大群           | [ 2 ] |
| 1  | 2021年4月3日（土）  | 山登り対決             | 神野大地                     | 吉本坂46のメンバー15人               | 天才           | [ 2 ] |
| 2  | 2021年8月14日（土） | スポーツチャンバラ対決 | 原科太一                     | 立川志らく・あばれる君率いる人気芸人 | 天才 大群      | [ 3 ] |
| 2  | 2021年8月14日（土） | ドッジボール対決       | 服部勝太                     | 濱家隆一率いる元野球部タレント       | 天才           | [ 3 ] |
| 3  | 2022年2月15日（火） | ドッジボール対決       | 服部勝太、岩田晴世           | 山内健司率いる元野球部タレント       | 天才 大群      | [ 4 ] |
| 3  | 2022年2月15日（火） | カーレース対決         | 野田樹潤                     | 高島礼子率いる女性芸能人             | 天才 大群      | [ 4 ] |
| 3  | 2022年2月15日（火） | ビーチバレー対決       | 石島雄介、白鳥勝浩、橋本涼加 | ジェシー率いる高身長芸能人           | 天才 大群 天才 | [ 4 ] |
| 3  | 2022年2月15日（火） | ボクシング対決         | 那須川天心                   | ハライチ率いる元ヤンチャ芸能人       | 天才 大群      | [ 4 ] |

## ネット局
| 放送対象地域   | 放送局                    | 系列    | ネット状況 |
| -------------- | ------------------------- | ------- | ---------- |
| 関東広域圏     | TBSテレビ（TBS）          | TBS系列 | 制作局     |
| 北海道         | 北海道放送（HBC）         | TBS系列 | 同時ネット |
| 青森県         | 青森テレビ（ATV）         | TBS系列 | 同時ネット |
| 岩手県         | IBC岩手放送（IBC）        | TBS系列 | 同時ネット |
| 宮城県         | 東北放送（tbc）           | TBS系列 | 同時ネット |
| 山形県         | テレビユー山形（TUY）     | TBS系列 | 同時ネット |
| 福島県         | テレビユー福島（TUF）     | TBS系列 | 同時ネット |
| 新潟県         | 新潟放送（BSN）           | TBS系列 | 同時ネット |
| 長野県         | 信越放送（SBC）           | TBS系列 | 同時ネット |
| 山梨県         | テレビ山梨（UTY）         | TBS系列 | 同時ネット |
| 静岡県         | 静岡放送（SBS）           | TBS系列 | 同時ネット |
| 富山県         | チューリップテレビ（TUT） | TBS系列 | 同時ネット |
| 石川県         | 北陸放送（MRO）           | TBS系列 | 同時ネット |
| 中京広域圏     | CBCテレビ（CBC）          | TBS系列 | 同時ネット |
| 近畿広域圏     | 毎日放送（MBS）           | TBS系列 | 同時ネット |
| 島根県・鳥取県 | 山陰放送（BSS）           | TBS系列 | 同時ネット |
| 岡山県・香川県 | RSK山陽放送（RSK）        | TBS系列 | 同時ネット |
| 広島県         | 中国放送（RCC）           | TBS系列 | 同時ネット |
| 山口県         | テレビ山口（tys）         | TBS系列 | 同時ネット |
| 愛媛県         | あいテレビ（itv）         | TBS系列 | 同時ネット |
| 高知県         | テレビ高知（KUTV）        | TBS系列 | 同時ネット |
| 福岡県         | RKB毎日放送（RKB）        | TBS系列 | 同時ネット |
| 長崎県         | 長崎放送（NBC）           | TBS系列 | 同時ネット |
| 熊本県         | 熊本放送（RKK）           | TBS系列 | 同時ネット |
| 大分県         | 大分放送（OBS）           | TBS系列 | 同時ネット |
| 宮崎県         | 宮崎放送（mrt）           | TBS系列 | 同時ネット |
| 鹿児島県       | 南日本放送（MBC）         | TBS系列 | 同時ネット |
| 沖縄県         | 琉球放送（RBC）           | TBS系列 | 同時ネット |

## スタッフ

### 第3回
- 構成：加藤淳一郎、西村隆志、奥山聡紀
- カメラ：永澤剛
- AUD：谷口健二
- 照明：根建勝広
- 美術プロデューサー：矢野雄一郎
- 大道具：成井一浩
- アクリル装飾：日野直治
- アートフレーム：石井智之
- 電飾：鳥澤遼子
- 植木装飾：後藤健
- 視覚効果：中溝雅彦
- 特殊美術：高野正義
- メイク：Ange.G
- 美術協力：フジアール
- 音響効果：高津浩史
- CG：山口大樹、キャニットG
- 編集：森田智之、阿部亮平
- MA：丸山輝幸
- 技術協力：SWISH JAPAN、プログレッソ、STUDIO WELT
- 衣装協力：Losguapos、DUE deux、ABISTE
- 協力：住友不動産ベルサール渋谷ガーデン、株式会社グリーンクロス、BARZAGLI、Toyota GAZOU Racing、NTC、アフロ
- 宣伝：山岸信良
- TK：福田美由紀
- 構成：石原隆史
- 制作スタッフ：藤下真以、近藤将太、久保田麗華、田中あいる、力石結実
- AP：石川好子、橋本美穂、榎本早希
- ディレクター：水沼保和、須原淳一郎、佐藤駿、近藤僚祐、原口拓実、田中文香、豊原香住、三井知人、下川翔平
- 演出：渡部一貴
- プロデューサー：渡邊正人
- 制作：IVSテレビ制作
- 制作著作：TBS

### 過去のスタッフ
- カメラ：鴨下達也
- AUD：嶽はる菜

- 電飾：伊藤伸朗
- 衣装：幸松里奈
- メイク：田崎ちひろ
- 音響効果：岡田淳一
- 編集：田中宗一郎
- MA：赤川淳、谷弘朗
- 協力：CRAZY TV、ロジックエンターテイメント、加瀬倉庫、ピザーラ、子ノ権現天龍寺
- 制作スタッフ：安里光平、水江真太郎、緑川力輝、井坪一聖
- AP：松本奈緒美
- ディレクター：三浦洋平、西田良平、中山晃、小崎市太郎、加藤大輝、宮田亮慶、青柳剛
- プロデューサー：齋藤慎一、田中慶

### メンバー
1. ↑  初期メンバー：濱家隆一（かまいたち）、瀬下豊（天竺鼠）、とにかく明るい安村、稲村亜美、あれ慎之助、みんなのたかみち（プリンセス金魚）
追加メンバー：澤部佑（ハライチ）、金ちゃん（鬼越トマホーク）、岡島秀樹、ニッチロー
2. ↑  初期メンバー：山内健司（かまいたち）、斉藤慎二（ジャングルポケット）、庄司智春（品川庄司）、スギちゃん、南條庄助（すゑひろがりず）、稲村亜美、ゴジーラ久山、あれ慎之助、みんなのたかみち（プリンセス金魚）、間宮祥太朗
追加メンバー：マック鈴木、五十嵐亮太
3. ↑  初期メンバー：高島礼子、藤田ニコル、加藤紀子、保田圭・矢口真里・石黒彩（元モーニング娘。）、西野未姫（元AKB48）、安めぐみ、幸（納言）、久保遥、愛（ヨネダ2000）
追加メンバー：RENA、安藤美姫、ほのか、梅本まどか（元AKB48）
4. ↑  初期メンバー：ジェシー（SixTONES）、副島淳、ニッチロー、みんなのたかみち（プリンセス金魚）、サブロー、大橋スペシャル（ロヂウラ）、芦名秀介、中澤祐二、岡島秀樹、田村裕（麒麟）
追加メンバー：ビッグスモールン（チロ・ゴン・グリ）、神戸竜馬（宇佐美と神戸）、土屋、竹内大規（竹内ズ）
5. ↑  初期メンバー：澤部佑（ハライチ）、ユージ、アントニー（マテンロウ）、脇知弘、土佐卓也（土佐兄弟）ら10人
追加メンバー：岩井勇気（ハライチ）、斉藤サトル、シオマリアッチら20人